# اخلاق اسلامی
اخلاق اسلامی، در تعریف  اخلاق اسلامی به بخشی از آموزه‌های دین اسلام گفته می‌شود که از فضایل و رذایل اعمال انسان سخن می‌گوید. اخلاق اسلامی سه بخش اصلی دارد:
1. رابطه با خدا: کارهایی که آدمی باید در برابر خدا انجام دهد، مانند نماز و روزه و دعا
2. رابطه با مردم: برخورد فرد و رفتارهایش با مردم و دیگر اعضای جامعه، مانند رفتار در نقش‌های خانواده و دوستی. عموماً منظور از اخلاق اسلامی بیشتر این بخش است.
3. رابطه با خود: چارچوب برخورد انسان با خودش یعنی موارد ناصحیح را در درونش تغییر دهد، مانند: حسد (رشک) و چگونگی غذا خوردن

خوی اسلامی بهداشت اسلامی و احکام اسلام و دیگر چیزهای از این دست را نیز در بر می‌گیرد.
در کل ویژگی‌های اخلاقی در اسلام بسیار مهم است، به گونه‌ای پیامبر اسلام فرموده است: «(به عربی: إنّما بُعِثْتُ لأُتَمِّمَ مَكارِم الأخلاق)» یعنی «تنها برای به انجام رساندن خلق و خوی گرامی برانگیخته شده‌ام».

## صفات و ملکات اخلاقی در قرآن
برای مطالعه صفات خوب و بد در قرآن کریم، باید داستان انبیا را مطالعه نمود. برای مطالعه هرفضیلت بایستی ضد آن یعنی رذیلت مربوط را نیز همزمان نگریست تا بهتر بتوانیم با خوبیو بدی آن‌ها آشنا شویم. در قرآن کریم از ۲۹ صفت خوب و بد یاد نموده‌است.
۱-تکبر و تواضع
تکبر یا استکبار یعنی انسان خود را برتر از دیگری بداند و عکس آن تذلل و خواریست، یعنی تن به هرکاری داده و شخصیت خود را ضایع کند و هر دو این‌ها مذموم است. حد وسط آن دو تواضع و فروتنی است.
۲-طمع و قناعت
حرص از شدت تمایل به چیزی است که موجب دلباختگی به مواهب مادی می‌شود. در مقابل تنبلی به معنای کناره‌گیری ازدنیا و توسل به تکدی و گدائیست. حد وسط ان دو قناعت است یعنی تمایل طبیعی و متوازن به دنیا.
۳-حب الدنیا- اعتزال- دنیادوستی
حب دنیا که ریشه درحرص دارد همان دنیاپرستی است و مذموم شده است. بیزاری از دنیا نیز مذموم است چه دنیا مزرعه آخرتست. حد وسط ان دو دنیادوستی و خداپرستی است
۴-حسد- نصح
حسد آرزوی زوال نعمت از دیگریست. در مقابل نصح یا خیرخواهی است که ادمی طالب بقآ یا افزونی نعمت برای دیگریست.
۵-غرور- تواضع- کسالت
غرور یعنی خود را فریب دادن و خوب شمردن که همان نخوت است که شیطان را از درگاه خداوند راند. در برابر آن کسالت است یعنی آدمی خود را بی جهت خوار و ذلیل نماید. حد وسط این دو فروتنی است.
۶- طول امل- امید- یاس
طول امل یعنی داشتن آرزوهای دور و دراز در مسائل مادی و در برابر آن یاس و ناامیدیست به ویژه یاس از رحمت خدا و حد وسط آن دو امیدواری است که موجب رشد آدمی است. البته آرزوهای دراز در امور معنوی پسندیده‌است.
۷-تعصب- تسلیم در برابر حق- تقلید کورکورانه
تعصب به معنای وابستگی غیرمنطقی به چیزی تا آنجا که حق را فدای آن کند در مقابل آن تقلید کورکورانه است یعنی بدون آگاهی و چشم بسته از کسی پیروی شود. حد وسط این دو تسلیم در برابر حق و عدم پذیرش ناحق است.
۸-جبن- شجاعت- تهور
جبن یعنی ترس از هر امر موهوم در مقابل آن تهورست یعنی نترسیدن از هیچ چیز و هر دو مذموم است اما میانه آن دو شجاعت است که پسندیده‌است.
۹-توکل- خودباختگی
توکل یعنی سپردن کارها به خدا و اعتماد به لطف اوست و این امر منافاتی با حداکثر تلاش انسان ندارد برخلاف خودباختگی که فرد بی‌اعتماد است و به هر حشیشی متوسل می‌شود.
۱۰-شهوت- عفت- خمودی
شهوت علاقه شدید انسان به یک امر مادی است و مفهوم خاص آن شکمبارگی و بی بندوباری جنسیست و خمودی در مقابل آن است. حد میانه آن عفت و پارسائی است یعنی خویشتنداری.
۱۱-غفلت- یقظه
غفلت هرگونه بی‌خبری از شرایط زمان و مکان که در یک لحظه هستی انسان را مبدل به خاکستر می‌کند. در برابر آن بیداری و ذکر است.
۱۲-بخل- جود- اسراف
بخل یا شح صفتی است که بر اثر آن انسان از بخشیدن هرگونه دارائی خود به دیگران امساک می‌کند. در مقابل آن اسراف است که بی حساب بخشیدن یا بدون حساب مصرف کردن است و حد وسط این دو جود و سخاوت است.
۱۳-عجله-فتور-صبر
عجله وشتاب یعنی اقدام به انجام کاری قبل از اینکه مقدمات لازم آن فراهم شده باشد مثل اینکه میوه را قبل از رسیدن بچیند. در مقابل فتور اتلاف وقت است که موجب هدررفتن وقت و انرژیست و این دو صفت مذمومند و حد وسط آن دو صبر‍ و شکیبایی است که بسیار پسندیده‌است
۱۴-جاه طلبی-تذلل
جاه طلبی یا ریاست طلبی عشق به مقام و نیاز به حترام دیگرانست و در برابر ان تذلل وتواضع است که بسیارپسندیده است.
۱۵-لجاجت-پذیرش حق
لجاجت یعنی پافشاری بر امر باطل همانند بهانه جویی‌های بنی اسرائیل امری مذموم است درحالیکه پافشاری بر امر حق پسندیده‌است و آن را استقامت می‌نامند.
۱۶-شکر نعمت –کفرنعمت
کفر نعمت یعنی پوشانیدن ارزش نعمت و ندیده گرفتن آن اما شکر یعنی قدردانی و تشکر از نعمتها با قلب، زبان وعمل. شکر موجب ازدیاد نعمت وکفر آن موجب زوال آن است
۱۷-غیبت-حفظ الغیب
غیبت آن است که انسان پشت سر کسی عیوب پنهان او را آشکار سازد. در مقابل آن حفظ الغیب است که همان بیان خوبی‌های افراد در غیاب آنهاست. غیبت موجب سلب اعتماد، سوءظن، ریا وانتقام می‌گردد.
۱۸-حسن خلق-کج‌خلقی (غلیظ القلب)
حسن خلق یعنی گشاده‌رویی و چهره شاد و زبان نرم و برخورد خوش و با تبسم و ابراز کلمات بامحبت است وسوءخلق عکس آن است. حسن خلق موجب جلب محبت آرامش روح و رشد در تمامی زمینه‌ها می‌گردد و سوءهاضمه عکس آن را موجب می‌شود.
۱۹-امانت-خیانت
امانت یعنی حفظ دارائی دیگری ازجمله بیت المال وخیانت یعنی بی دقتی یا از بین بردن مال دیگری. امانت موجب اعتماد صداقت ومحبت و دوست داشتن می‌شود وخیانت عکس آن را به همراه دارد.
۲۰-صدق-کذب
صدق و راستی مطابقت گفتار با حقیقت است که همراه با امانت است و کذب عکس آن است. کذب آدمی را ترسو و ریاکار و لجوج بارمی آورد و بعکس راستی شجاعت، صراحت لهجه وجلب اعتمادمردم را به همراه دارد. و
محمد باقر نیز آموزشِ راستی پیش از سخنگویی را مطرح می‌کند. راستگویی، از بزرگی روح خبر می‌دهد. راستگو، نمایاندن حقیقت را بر خود عیب نمی‌داند و همانی که هست می‌گوید.
صاحب نظران حوزه اخلاق نیز راستی (صدق) را بر شش نوع تقسیم کرده‌اند:
۱. راستی در سخن ۲. راستی در نیّت و اراده ۳. راستی در عزم ۴. راستی در وفای به عزم ۵. راستی در عمل ۶. راستی در محقق ساختن همه معارف دینی به عبارت دیگر؛ صدق در مطلق امور؛ یعنی این‌که آدمی در تمامی اعتقادات، گفتار و عمل صادق و راستین باشد.
۲۱-وفای بعهد-پیمان‌شکنی
وفای به عهد از فطریات است و مقبول تمامی ادیان و ملت‌ها همان‌طور که پیمان‌شکنی قبیح است. نقض عهدموجب بی‌اعتمادی وازبین رفتن اتحاد است
۲۲-بحث منطقی-جدال ومراء.
بحث منطقی بهترین راه برای کسب حقایق است وجدال ومراءکه همراه باتعصب و لجاجت می‌باشد موجب عقب ماندگی و نفرت و جدائیست. جدال، دروغ دشمنی ونفاق رابدنبال دارد.
۲۳-سخن چینی-اصلاح ذات البین
درمنازعات مردم وظیفه اصلی هر فرد اصلاح بین آنان است و این کار پسندیده ایست اما برخی عکس این کار را می‌نمایند؛ یعنی بنزین بر آتش می‌ریزند و این همان سخن چینی و نمامی است. این صفت موجب تفرقه بدبینی ونفرت می‌شود.
۲۴-حسن ظن-سوءظن
تفسیردرست نمودن ازکاردیگرانرا حسن ظن وعکس انراسوءظن نامند. سوءظن موجب می‌شوداعتمادازبین برودارامش برهم بخوردودوستان پراکنده شوند.
۲۵-تجسس درکارهای مردم-رازداری
تجسس یعنی جستجودراعمال دیگران که بسیارنهی شده‌است. اماادمی بمحض اطلاع ازمسائل خصوصی دیگران بایستی درحفظ آن بکوشد.
۲۶-حلم (کظم غیض)-غضب
خشم وغضب ازخطرناکترین حالات انسانست که درصورت رهاشدن بزرگ‌ترین جنآیات رامیآفرینددرحالیکه بردباری ادمی راازخطرات حفظ می‌کند.
۲۷-عفو-انتقام
عفوهمان گذشت است به هنگام قدرت والارشته انتقام طولانیست وهیچگاه خاتمه نخواهدیافت عفوموجب می‌شوددشمن تبدیل بدوست گرددحکومت دوام یابدوروح آرامش یابد.
۲۸-غیرت-بی غیرتی
غیرت یعنی دفاع لازم ازعزض ناموس اموال مملکت دین وائین است بخلاف بی غیرتی که موجب ازبین رفتن همه چیز می‌شود. غیرت یک نیروی دفاعیست نه تهاجمی
.
۲۹-اجتماع گرایی-انزواطلبی
طبیعت انسان جامعه گراست زیرامدنی بالطبع می‌باشد. انزواطلبی مذموم است چه گوشه‌گیری موجب انحرافات فکری سوءظن بدیگران ودورماندن ازتجربیات دیگرانست از

## حقوق بشر
در زمینه حقوق بشر، فقهای اولیه اسلامی تعدادی از مفاهیم حقوقی پیشرفته را معرفی کردند که مفاهیم مدرن مشابه در این زمینه را پیش‌بینی کرد. از جمله مفاهیم اعتماد خیریه و امانتداری از اموال، مفهوم برادری و همبستگی اجتماعی، مفهوم کرامت انسانی و شأن و منزلت کار، مفهوم قانون ایده‌آل، محکوم کردن رفتار ضد اجتماعی، اصل برائت، مفهوم «امر به معروف» (دستگیری از تنگدستان) و مفاهیم به اشتراک گذاری، مراقبت، جامعه گرایی، حقوق کاری عادلانه، قرارداد عادلانه، تجارت صادقانه، رهایی از ربا، حقوق زنان، حریم خصوصی، سوء استفاده از حقوق، شخصیت حقوقی، آزادی فردی، برابری در مقابل قانون، وکیل، عدم عطف به ماسبق، برتری قانون، استقلال قضایی، قضاوت بی‌طرفانه، حاکمیت محدود، تحمل، و مشارکت دموکراتیک است. بسیاری از این مفاهیم به واسطه ارتباط با اسپانیای اسلامی و امارت سیسیل و از طریق جنگ‌های صلیبی و ترجمه‌های لاتین قرن دوازدهم در در اروپای قرون وسطی به تصویب رسید.
مفهوم حق مسلم در فقه و قانون اولیه اسلامی یافت شد که حکمران را از: «حق دور کردن افراد خود از حقوقی که در فرد به عنوان یک انسان ذاتی است»، منع کرد. حاکمان اسلامی نمی‌توانستند حقوق خاصی را بر این اساس که «آنها به دلیل این واقعیت تبدیل به حقوق شده‌اند که توسط یک قانون و از یک منبع که هیچ حاکمی نمی‌تواند مورد سؤال یا تغییر قرار دهد، اعطا شده‌اند» از افراد خود بگیرند. شواهدی وجود دارد که قاعده بندی جان لاک از حقوق مسلم و حکومت مشروط، که در قرون پیش تر در قانون اسلامی حضور داشتند، همچنین ممکن است متأثر از قوانین اسلامی (از طریق حضور وی در سخنرانی‌های ارائه شده توسط ادوارد پوکوک، استاد مطالعات اسلامی) باشد.
در قوانین اولیه اسلامی دو مجموعه از حقوق بشر را به رسمیت شناخت. علاوه بر حقوق مدنی و حقوق سیاسی (تحت پوشش اعلامیه جهانی حقوق بشر)، قانون اسلامی همچنین دسته دیگری را به رسمیت شناخته‌است: حقوق اجتماعی، اقتصادی و فرهنگی. این شاخه آخر در سنت حقوقی غربی تا زمان میثاق بین‌المللی حقوق اقتصادی، اجتماعی و فرهنگی، در سال ۱۹۶۶، به رسمیت شناخته نشده بود. حق حفظ حریم خصوصی، که در سنت حقوقی غرب تا دوران مدرن به رسمیت شناخته نشده بود، در قوانین اسلامی، از زمان صدر اسلام شناخته شده بود. در زمینه حقوق زنان، زنان به‌طور کلی، تا سده‌های ۱۹ و ۲۰، تحت قوانین اسلامی از حقوق قانونی بیشتری نسبت به سیستم حقوقی غرب برخوردار بودند. برای مثال، "زنان متاهل فرانسوی، بر خلاف خواهران مسلمان خود، از محدودیت‌های ظرفیت قانونیشان رنج می‌بردند که تنها در سال ۱۹۶۵ برداشته شد. "نوح فلدمن"، استاد حقوق دانشگاه هاروارد، می‌نویسد:
مانند تبعیض جنسی، نظام رویه قضایی هر گونه حقوق مالکیت یا در واقع شخصیت حقوقی جدا از شوهران را برای زنان متأهل منع کرد. زمانی که بریتانیا قانون خود را به مسلمانان به جای شریعت اعمال کرد، مانند برخی از مستعمرات، نتیجه محرومیت زنان متأهل از مالکیت بود، که قانون اسلامی همیشه به آن‌ها عطا کرده بود - پیشرفت کند به سوی برابری جنسیتی پروفسور جان مدیسکی از دانشکده حقوق دانشگاه کارولینای شمالی، در مجله قانون کارولینای شمالی، مقاله "ریشه‌های اسلامی نظام رویه قضایی"، می‌نویسد:
در حوزه معنوی دین اسلام شیوه‌ای که در آن یک عمل از نظر اخلاقی خوب یا بد ارزیابی می‌شود، از نحوه ارزیابی همان عمل در حوزه مادی قوانین اسلامی که از لحاظ قانونی معتبر یا نامعتبر است، کاملاً متفاوت بود. قانون اسلامی دنیوی بود، نه معنوی… بنابراین سیستمی متمرکز بر تضمین این که یک فرد عدالت دریافت کند، نه این که یک فرد خوب باشد.
کنت لئون اوستورگ، حقوقدان فرانسوی، شرح زیر را در سال ۱۹۲۷ بر پایه قانون اسلام کلاسیک نوشت:
آن دسته از متفکران شرقی قرن نهم که اصول حقوق بشر را بر اساس الهیات خود، درک از حقوق آزادی فردی و مصونیت شخص و اموال، با آن شرایط بسیار نوشته‌اند، قدرت عالی دراسلام یا خلافت را، مبتنی بر یک قرارداد با دلالت بر شرایط صلاحیت و کارآمدی، و لغو آن در صورت عدم پوشاندن جامه عمل به شرایط قرارداد، توصیف کرده‌اند. نسخه انسانی شفاف‌سازی شده قانون جنگ که نسخ جوانمردانه متخاصمین خاص در جنگ جهانی اول را خجل خواهد نمود؛ که دکترینی از تحمل غیر مسلمانان را که شدیداً به لیبرال معتقد است، تشریح می‌کند، که غرب ما باید هزاران سال قبل صبر می‌کرد تا اصول معادلی تصویب رسد.
برخی از محققان پیشنهاد کرده‌اند ایده «منشور تعریف وظایف یک حاکمیت نسبت به افراد خود، و همچنین افراد نسبت به حاکمیت»، که منجر به «پیدایش سازه‌های اروپایی حقوقی» و توسعه ماگنا کارتا شده، ممکن است توسط جنگجویان صلیبی بازگشته و متأثر از آنچه که در لوانت در مورد نظام حاکم، منتشر شده توسط صلاح الدین، آموخته بودند، به وجود آمده باشد. همچنین پیشنهاد شده‌است که «بسیاری از درک غرب از لیبرالیسم در قانون، اقتصاد و جامعه، ریشه در اسلام قرون وسطی دارد.»
یکی دیگر از نفوذ قوانین اسلامی در قانون اروپا، اصل برائت است که توسط شاه لویی نهم، پادشاه فرانسه، پس از بازگشت او از فلسطین، در زمان جنگ‌های صلیبی، به اروپا معرفی شد. پیش از این، روال قانونی اروپا شامل قضاوت با مبارزه یا قضاوت با مصیبت بود. در مقابل، قانون اسلامی از آغاز آن بر اصل برائت قرار داشت که توسط شیعیان علیه حکومت خلیفه عمر در قرن هفتم آغاز و توسط امامان شیعه تأیید شد. دیگر آزادی‌ها و حقوق در نظام حقوقی اسلام بر اساس قرآن از زمان پیامبر اسلام به رسمیت شناخته شده، اما در جهان غرب تا مدت‌ها به رسمیت شناخته نشد، شامل «حق دانستن، انتخاب دین و عقیده، خواندن و نوشتن، حق قدرت و حتی حق انتخاب دولت.».

## پی‌نوشت
1. ↑  موسوی بجنوردی، «بررسی نقش اخلاق در فقه و حقوق(۱)و(۲)»، ص۱۲۸۵.
2. ↑  نهج‌الفصاحة (مجموعهٔ کلمات قصار حضرت رسول (ص) (به فارسی و عربی). ترجمهٔ ابولقاسم پاینده. تهران: دنیای دانش. ۱۳۸۲ (میلادی). ص. ۳۴۵. از پارامتر ناشناخته |جداکننده= صرف‌نظر شد (کمک); تاریخ وارد شده در |سال= را بررسی کنید (کمک)
3. ↑  جلددوم وسوم اخلاق درقرآن دوره دوم پیام قرآن نوشته آیت‌الله مکارم شیرازی
4. ↑  54مائده-63فرقان-215شعرا
5. ↑  34بقره (تکبرابلیس)-13اعراف-7نوح-15فصلت-88اعراف-22مدثر-23نحل-39عنکبوت-35مومن-173نسا-40اعراف
6. ↑  120طه (حرص ادم)-85اعراف-24ص-96بقره-11جمعه-1همزه-128توبهو37نحل (فضیلت حرص معنوی)
7. ↑  32انعام-20حدید-185ال عمران-33لقمان-7روم-38توبه-94نسا-67انفال-15هود-28احزاب-212بقره-14ال عمران
8. ↑  180بقره-96اعراف-11نوح-10جمعه-20فتح-32اعراف-75توبه
9. ↑  27مائده (حسدقابیل)-4یوسف (حسدبرادران یوسف)-54نسا-109بقره-10حشر-5قلق-47حجر-62و68و79و93اعراف
10. ↑  12اعراف-32هود-91هود-51زخرف-77اعراف-14حدید70انعام-32لقمان-6انفطار
11. ↑  74اعراف-129شعرا-14حدید-16حدید-3حجر-24نجم-1همزه-25محمد-46کهف
12. ↑  7نوح-23نوح-70اعراف-52انبی-78یونس-170بقره-26فتح-23زخرف-36صافات-65نیا-36احزاب
13. ↑  195بقره-29فتح-58انبی-10نمل-15احزاب-52توبه-39احزاب-174ال عمران
14. ↑  71یونس-56هود-3طلاق-6انفال-37ابراهیم-88هود-67یوسف-84یونس-129توبه
15. ↑  59مریم-27نسا-28عنکبوت-77تا83هود-80تا84اعراف
16. ↑  273بقره-24و23یوسف-32یوسف-5مومنون-35احزاب-30اعراف-31قصلت-31و60نور-32و53و59احزاب
17. ↑  36زخرف-179اعراف-97انبی-28کهف-8یونس-7روم-136اعراف-22ق-39مریم
18. ↑  76و77قصص (قارون)-17تا20قلم-75توبه-180ال
19. ↑  عمران-37نسا-38محمد-31اعراف-21معارج
20. ↑  8و9دهر-261بقره-274بقره-92ال عمران-3بقره-29اسرا
21. ↑  66کهف (موسی وخضر)-21ص (داودوقضاوت)-114طه (عجله پیامبر)-11اسرا-6رعد-37انبیا-35احقاف-28سجده-44ص-18یوسف-85انبیا-67کهق-249بقره-200ال عمران-153بقره-10زمر-24رعد-75فرقان-151بقره-استثنا (شتاب درامرخیر)133ال عمران-148بقره
22. ↑  55بقره-21فرقان-83قصص-93اسرا-85تا98طه
23. ↑  24نائده-67تا71بقره
24. ↑  40نمل-12لقمان-67اسرا-28و29ابراهیم-9و10هود-112نحل
25. ↑  12حجرات-19نور-148نسا
26. ↑  4قلم-83بقره-34فصلت-18و19تقمان-159ال عمران
27. ↑  8مومنون-32معارج-58نیا-27انفال-283بقره-72احزاب
28. ↑  صدق-119مائده-3عنکبوت-24احزاب-
29. ↑  کذب-105نحل-3زمر-28غآفر-10بقره-69یونس-61ال عمران-موارداستثنا(63انبیا-70یوسف)
30. ↑  شیخ کلینی، اصول کافی(جلد دوم)، مؤسسه نور، ص 105، ح 4.
31. ↑  فیض کاشانی، محمد بن شاه مرتضی، المحجة البیضاء فی تهذیب الإحیاء (جلد هشتم)، مؤسسة النشر الإسلامی، ص۱۴۱.
32. ↑  177بقره-8مومنون-32معارج-34اسرا-76ال عمران-91نحل-4توبه
33. ↑  6انفال-18شوری-54کهف-3حج-8حج-36قمر-197بقره-56غآفر
34. ↑  1همزه-10تا13قلم-6حجرات-88هود-224بقره-114نسا-85نسا-20قصص (استثناء)
35. ↑  12حجرات-12فتح-6فتح-54ال عمران-12نور
36. ↑  87یوسف (تجسس)-16توبه-118ال عمران-3و4تحریم-102توبه
37. ↑  37شوری-134ال عمران-87انبیا-114توبه-75هود-101صافات-63فرقان-199اعراف
38. ↑  40شوری-199اعراف-96مومنون-34فصلت-14تغابن-126نحل-22نور-178بقره
39. ↑  60تا62احزاب-33یوسف-31نور
40. ↑  103ال عمران-4صف-115نسا-62و63انفال-27حدید
41. ↑  ترجمه از ویکی‌پدیای انگلیسی (توسط اخوان)،

[۱]. نک: نور: ۲۲.
[۲]. کافی، ج ۲، ص ۱۰۷، ح ۲.
[۳]. ملامحسن فیض کاشانی، محجة البیضاء، ج ۵، ص ۳۱۹.
[۴]. صحیفه سجادیه، دعای ۱۶ (تضرع در طلب عفو از عیوب).
[۵] من لا یحضره الفقیه، ص ۳۲۴، ج ۵.
[۶]. وسائل الشیعه، ج ۱۴، ص ۱۱.
[۷]. اصول کافی، ج ۲، ص ۱۰۸، ح ۵.
[۸]. مجمع البیان، ج ۱، ص ۵۰۵، ذیل آیه ۱۳۳ آل عمران.
[۹]. خانواده در اسلام، صص ۱۴۴ و ۱۴۵؛ باقر شریق قریشی، نظام خانواده در اسلام، ترجمه: لطیف راشدی، سازمان تبلیغات اسلامی، ۱۳۷۴.
[۱۰]. عباس قمی، سفینة البحار، بیروت، دارالمرتضی، ج ۲، ص ۲۰۷.